# Ove Kindvall
Ove Kindvall (født 16. maj 1943 i Norrköping, død 5. august 2025 i Sollentuna) var en svensk fodboldspiller, der spillede som angriber. Han var på klubplan tilknyttet IFK Norrköping og IFK Göteborg i hjemlandet, samt hollandske Feyenoord. Med Feyenoord vandt han to hollandske mesterskaber samt Mesterholdenes Europa Cup i 1970. I finalen mod Celtic blev han tilmed matchvinder. I både 1968, 1969 og 1971 blev han topscorer i Æresdivisionen.
Kindvall blev i 1966 hædret med Guldbollen, prisen som Årets Fodboldspiller i Sverige.

## Landshold
Kindvall spillede over en periode på ti år, mellem 1965 og 1974, 43 kampe for Sveriges landshold, hvori han scorede 16 mål. Han deltog ved VM i 1970 og VM i 1974.